# Jàbir (nom)
Jàbir és un nom masculí àrab (àrab: جابر, Jābir) que literalment significa ‘que socorre’. Si bé Jàbir és la transcripció normativa en català del nom en àrab clàssic, també se'l pot trobar transcrit Djabir... normalment per influència de la pronunciació dialectal o seguint altres criteris de transliteració. Com a nom comú entre musulmans, també el duen molts musulmans no arabòfons que l'han adaptat a les característiques fòniques i gràfiques de la seva llengua.
Vegeu aquí personatges i llocs que duen aquest nom.